# 石内村
石内村（いしうちむら）は、広島県佐伯郡にあった村。現在の広島市佐伯区の一部にあたる。

## 地理
- 河川：石内川[1]

## 歴史
- 1889年（明治22年）4月1日、町村制の施行により、佐伯郡石内村が単独で村制施行し、石内村が発足[1][2]。
- 1915年（大正4年）電灯点灯[1]。
- 1955年（昭和30年）4月1日、佐伯郡五日市町、観音村、河内村、八幡村と合併し、五日市町が存続して廃止された[1][2]。

### 地名の由来
谷間の道で石が多かったことから。

## 産業
- 農業、養鶏、養蚕、林業[1]。

## 教育
- 1889年（明治22年）丸山分教場が石内尋常小学校（現広島市立石内小学校）に改称し、字曲崎に新築移転した[1]。

## 出身人物
- 新藤兼人 - 映画監督、脚本家
- 永井建子 - 作曲家、軍人

## 舞台とした作品
- 石内尋常高等小学校 花は散れども（2008年） - 出身者の新藤兼人が監督と脚本を手がけた映画。